# زهرة قدائي
زهرة قُدائي (بالفارسية: زهره کودایی) وهي لاعبة كرة قدم إيرانية، تلعب حارسة مرمى في المنتخب الإيراني للسيدات، ونادي ذوب آهن أصفهان.

## النشأة
أصلها من بختياري وتنتمي إلى قبيلة کُهوایی في مدينة باغ ملك في محافظة خوزستان.

## المسيرة الكروية

### مباراة إيران والأردن
خلال مباراة إيران والأردن، دخلت زهرة قدائي التاريخ من خلال صدها ركلتي جزاء للمنتخب الإيراني لكرة القدم للسيدات، ليتأهل الفريق الإيراني لكأس آسيا 2022 لأول مرة، حيث تمكنت زهرة قدائي من صد ركلتي جزاء وقادت فريقها إلى التأهل للبطولة القارية. يذكر أن المنتخب الإيراني للسيدات تأهل إلى بطولة أمم آسيا بعد تغلبه في المباراة الحاسمة على نظيره الأردني بركلات الترجيح. وانتهى الوقت الأصلي من المباراة التي أقيمت في العاصمة الأوزبكية طشقند بالتعادل 0-0، ليحتكم المنتخبان إلى ركلات الترجيح التي تألقت فيها حارسة المرمى الإيرانية وقادت فريقها إلى التأهل لكأس آسيا للسيدات 2022 في الهند.

## حادثة تشكيك في الجنس
ردّ الاتحاد الآسيوي لكرة القدم على الشكوى الرسمية التي تقدم بها الاتحاد الأردني مشككا في جنس حارسة مرمى منتخب إيران زهرة قدائي، مؤكدا أن التحقيق أثبت أن جنس اللاعبة الإيرانية أنثى، وكان ذلك عقب الهزيمة من المنتخب الإيراني للتأهل للبطولة القارية لعام 2022. وخرجت مريم إيرانودست مدربة لاعبات الفريق الإيراني في تصريح قوي للصحافة والإعلام الرياضي ضد فريق الأردن والتي اتهمته بممارسة التنمر ضد لاعبات منتخبها وتحديدًا حارسة منتخب إيران للسيدات زهرة قدائي، قائلة بأنهم قاموا بممارسة هذه الأفعال نتيجة صدمتهم من الخسارة.